# Tatiana Calderón

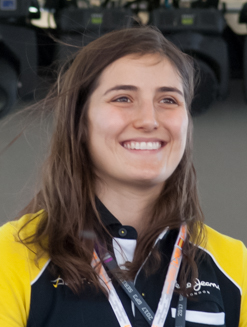
Tatiana Calderón 2017

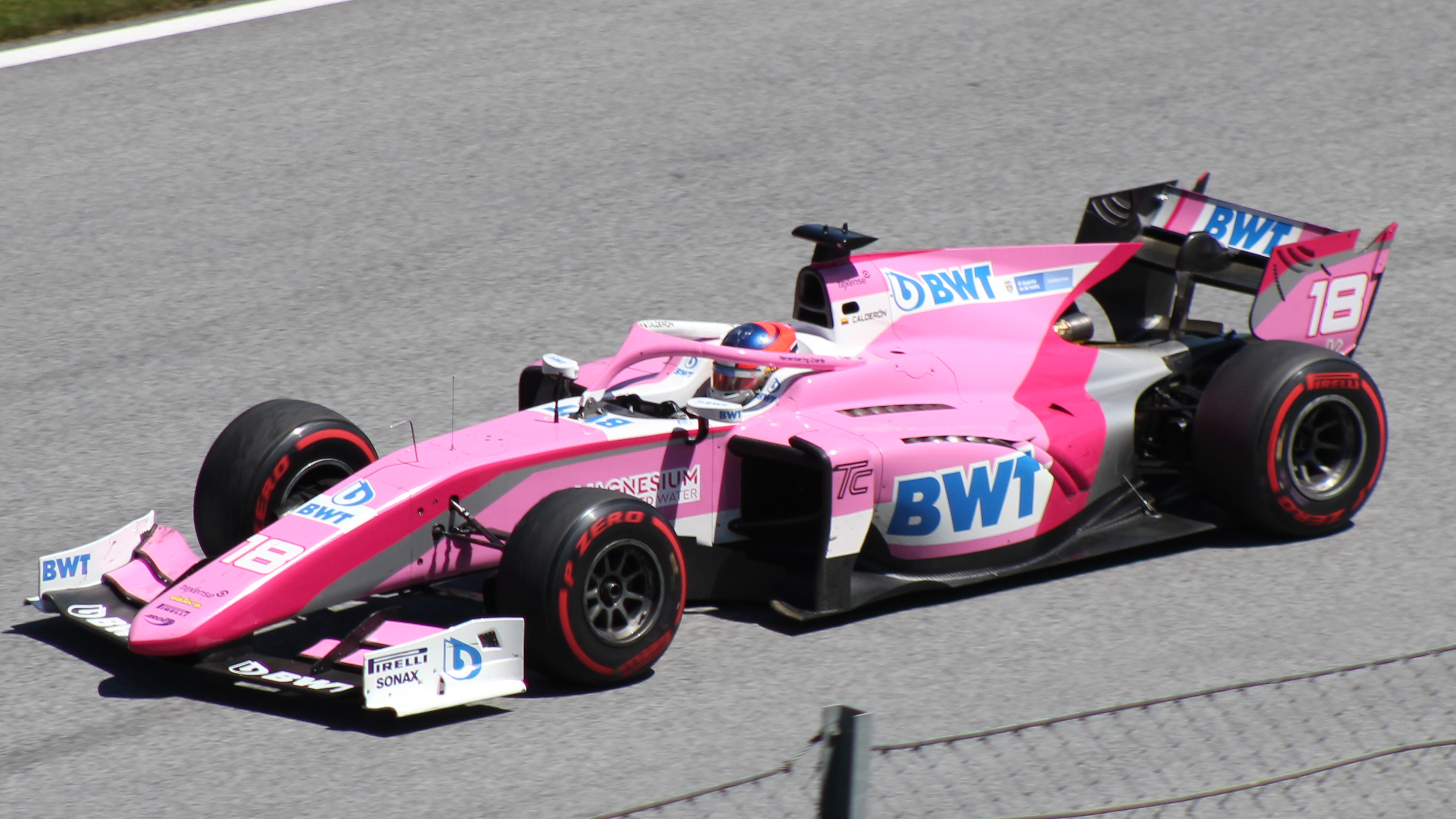
Tatiana Calderón beim Formel-2-Rennen in Spielberg 2019

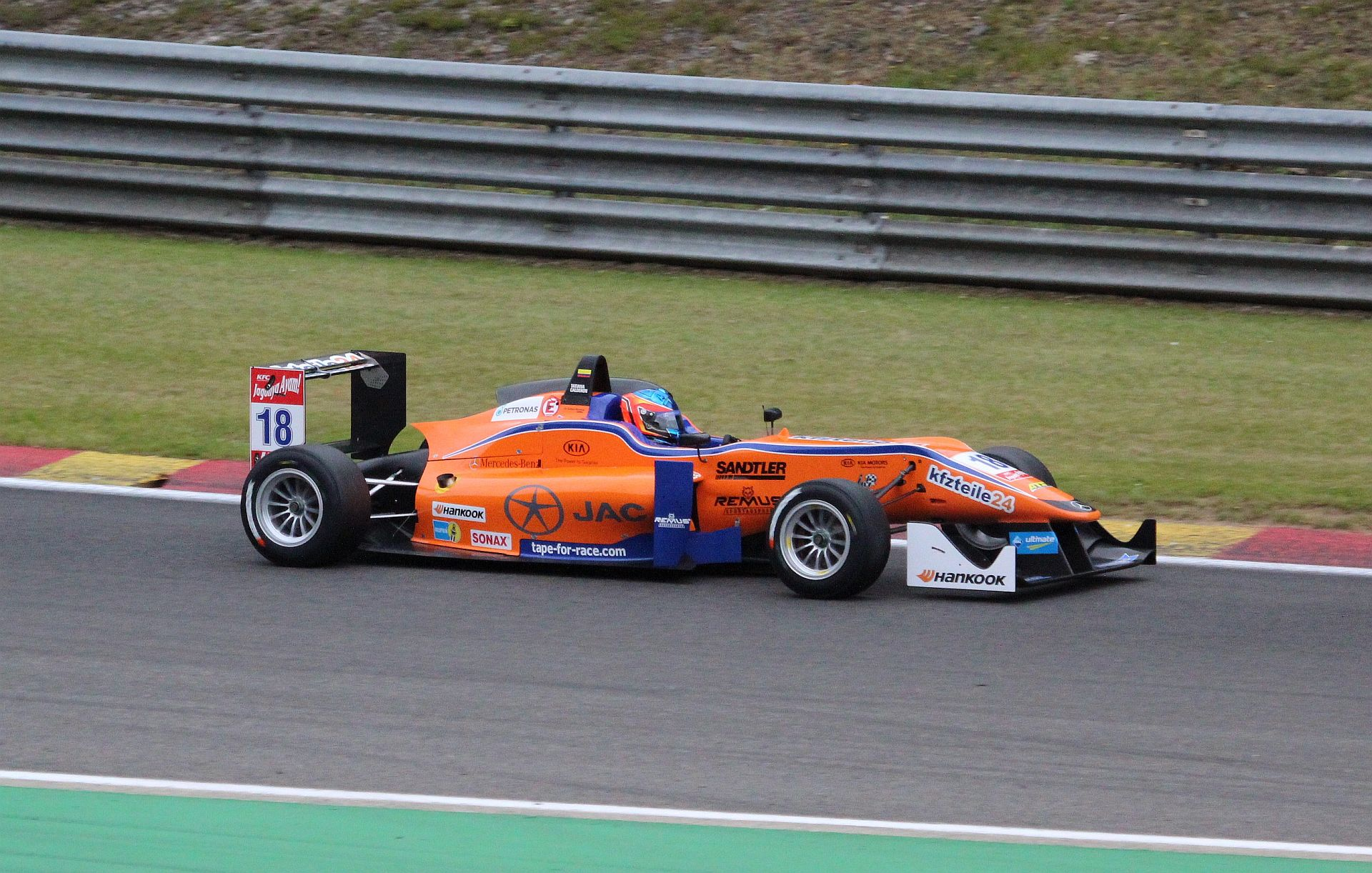
Tatiana Calderón in Spa-Francorchamps in der europäischen Formel-3-Meisterschaft 2014

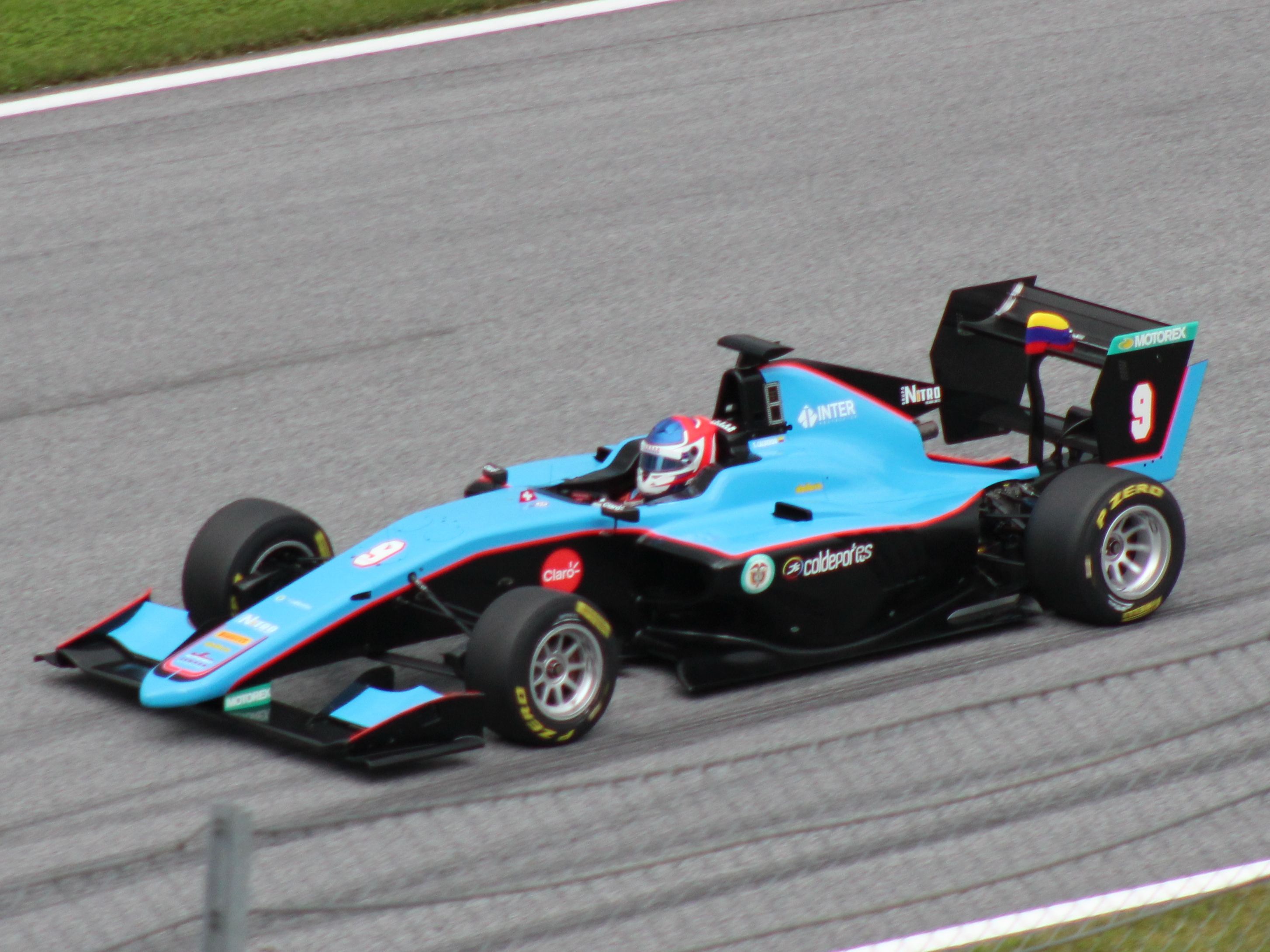
Tatiana Calderón beim ersten GP3-Rennen in Spielberg 2018

Tatiana Calderón Noguera (* 10. März 1993 in Bogotá) ist eine kolumbianische Automobilrennfahrerin. Sie startete von 2013 bis 2015 in der europäischen Formel-3-Meisterschaft, 2016 bis 2018 in der GP3-Serie. 2019 fuhr sie für Arden International in der Formel 2 und war somit die erste Frau, die in der Formel 2 partizipierte. Darüber hinaus war sie zwischen 2018 und 2021 Formel-1-Testfahrerin für Sauber bzw. Alfa Romeo Racing.

## Karriere
Calderón begann ihre Motorsportkarriere 2001 im Kartsport, in dem sie bis 2010 aktiv blieb. 2009 trat sie zudem in der Radical European Masters, einer europäischen Sportwagenrennserie, an. Dort wurde sie mit einem Sieg Zweite der SR5-Wertung. Unter anderem setzte sie sich gegen ihre Teamkollegin Natacha Gachnang durch. 2010 stieg Calderón in den Formelsport ein und startete für Juncos Racing in der Star Mazda Series. Während ihr Teamkollege Conor Daly die Fahrerwertung gewann, beendete Calderón ihre Debütsaison auf dem zehnten Platz im Gesamtklassement. 2011 blieb Calderón in der Star Mazda Series bei Juncos Racing. Beim zweiten Saisonrennen in Birmingham kam sie auf dem dritten Platz ins Ziel. Damit war Calderón die erste Frau, die in der Star Mazda Series auf dem Podest stand. Im weiteren Verlauf der Saison fuhr sie als Dritte ein weiteres Mal auf das Podium. Sie verbesserte sich auf den sechsten Gesamtrang.
Nach dem Ende der Star-Mazda-Serie-Saison 2011 wechselte Calderón nach Europa und nahm für das Team West-Tec noch an den letzten drei Veranstaltungen der European F3 Open teil. Mit einer Punkteplatzierung wurde sie 21. in der Fahrerwertung. 2012 erhielt Calderón in der European F3 Open ein Cockpit bei de Villota Motorsport. In der Winterserie, die vor der Saison ausgetragen wurde, erzielte sie eine Podest-Platzierung. In der regulären Saison erreichte sie mit einem vierten Platz als bestem Resultat den neunten Platz in der Meisterschaft. Darüber hinaus nahm sie für AV Formula an zwei Veranstaltungen der alpinen Formel Renault teil.
Anfang 2013 startete Calderón in Neuseeland für ETEC Motorsport in der Toyota Racing Series. Mit einem fünften Platz als bestem Ergebnis beendete sie die Saison auf dem zwölften Platz. Anschließend erhielt Calderón für die Saison 2013 ein Cockpit bei Double R Racing in der europäischen Formel-3-Meisterschaft. Ein 15. Platz war ihr bestes Resultat. Darüber hinaus nahm Calderón 2013 für Double R Racing an der britischen Formel-3-Meisterschaft teil. Dort war ein dritter Platz ihre beste Platzierung, und sie wurde Siebte in der Fahrerwertung. Außerdem absolvierte sie zwei Gaststarts in der European F3 Open. Anfang 2014 ging Calderón in der Florida Winter Series an den Start. Dabei erzielte sie einen Sieg. Anschließend bestritt Calderón ihre zweite Saison in der europäischen Formel-3-Meisterschaft für Jo Zeller Racing. Ursprünglich sollte sie für Signature starten, jedoch trat das Team zum Saisonauftakt nicht an und nahm erst gegen Saisonende an einer Veranstaltung teil. Mit einem fünften Platz als bestem Ergebnis wurde sie 15. im Gesamtklassement. 2015 wechselte Calderón innerhalb der europäischen Formel-3-Meisterschaft zu Carlin. Ein elfter Platz war ihr bestes Ergebnis. In der darauf folgenden Wintersaison 2015/16 nahm Calderón an der MRF Challenge Formel 2000 in Asien teil. Sie beendete jedes Rennen innerhalb der ersten sechs und erzielte einen Sieg in Dubai. Mit 199 zu 244 Punkten unterlag sie Pietro Fittipaldi und wurde Gesamtzweite.
2016 wechselte Calderón zu Arden International in die GP3-Serie. Während ihre Teamkollegen Jake Dennis und Jack Aitken Rennen gewannen, war ein neunter Platz das beste Ergebnis Calderóns. Sie beendete die Saison auf dem 21. Gesamtrang. Darüber hinaus bestritt Calderón für Teo Martín Motorsport und RP Motorsport insgesamt zehn Rennen in der Euroformula-Open-Saison 2016. Dabei erzielte sie einen dritten Platz und wurde Gesamtneunte. 2017 blieb Calderón in der GP3-Serie und erhielt ein Cockpit bei DAMS. Darüber hinaus wurde sie vom Formel-1-Team Sauber als Entwicklungsfahrerin unter Vertrag genommen. Seit 2018 ist sie dort Testpilotin. 2019 stieg sie in die Formel-2-Meisterschaft auf. Sie startete für BWT Arden und belegte ohne Punktgewinn den 22. Platz.
2020 nahm sie zusammen mit Sophia Flörsch und Beitske Visser für Richard Mille Racing Team an der 24 Stunden von Le Mans teil. Sie belegten insgesamt den 13. Platz, in der LMP-2-Klasse beendeten sie das Rennen als 9. Für das Team trat sie ebenfalls in der European Le Mans Series 2020 bei vier der fünf Rennen an. Zusätzlich startete sie in der Super Formula für Drago Corse with ThreeBond. Sie trat bei fünf der sieben Veranstaltungen an und erzielte keine Punkte. Das Richard Mille Racing Team wechselte 2021 in die FIA-Langstreckenweltmeisterschaft. Bei fünf der sechs Rennen saß Calderón am Steuer. Sie belegte den 17. Platz der LMP2-Wertung. Sie nahm auch an vier der sieben Super-Formula-Rennen teil. Hier blieb sie ohne Punkt.
Im Januar wurde bekanntgegeben, dass sie als erste Frau seit 2013 regulär in der IndyCar Serie an den Start gehen wird. Sie sollte die Straßen- und Stadtrennen für A.J. Foyt Racing bestreiten. Vor dem Rennen der Formel 2 in Spa-Franchorchamps wurde jedoch bekanntgegeben, dass sie in dieser Rennserie nach fast drei Jahren ihr Comeback feiern wird. Sie sollte die restliche Saison für Charouz bestreiten und dort den Stammfahrer Cem Bölükbaşı ersetzen. Ermöglicht wurde ihr Comeback auch durch eine finanzielle Unterstützung der kolumbianischen Sängerin Karol G.

## Statistik

### Karrierestationen
| - 2001–2010: Kartsport - 2009: Radical European Masters, SR5 (Platz 2) - 2010: Star Mazda Series (Platz 10) - 2011: Star Mazda Series (Platz 6) - 2011: European F3 Open (Platz 21) - 2012: European F3 Open, Winterserie - 2012: European F3 Open (Platz 9) - 2012: Alpine Formel Renault (Platz 33) | - 2013: Toyota Racing Series (Platz 12) - 2013: Europäische Formel 3 - 2013: Britische Formel 3 (Platz 7) - 2014: Florida Winter Series - 2014: Europäische Formel 3 (Platz 15) - 2015: Europäische Formel 3 - 2016: MRF Challenge Formel 2000 (Platz 2) - 2016: GP3-Serie (Platz 21) | - 2016: Euroformula Open (Platz 9) - 2017: GP3-Serie (Platz 18) - 2017: World Series Formel V8 3.5 (Platz 14) - 2018: GP3-Serie (Platz 16) - 2018: Formel 1 (Testfahrerin) - 2019: Formel 2 (Platz 22) - 2019: Formel 1 (Testfahrerin) - 2020: Formel 1 (Testfahrerin) - 2021: 24-Stunden von Le Mans - 2021: ELMS-Series - 2022: IndyCar Series - 2022: Formel 2 |

### Einzelergebnisse in der europäischen Formel-3-Meisterschaft
| Jahr | Team             | Motor      | 1   | 2   | 3   | 4   | 5   | 6   | 7   | 8   | 9   | 10  | 11  | 12  | 13  | 14  | 15  | 16  | 17  | 18  | 19  | 20  | 21  | 22  | 23  | 24  | 25  | 26  | 27  | 28  | 29  | 30  | 31  | 32  | 33  | Punkte | Rang |
| ---- | ---------------- | ---------- | --- | --- | --- | --- | --- | --- | --- | --- | --- | --- | --- | --- | --- | --- | --- | --- | --- | --- | --- | --- | --- | --- | --- | --- | --- | --- | --- | --- | --- | --- | --- | --- | --- | ------ | ---- |
| 2013 | Double R Racing  | Mercedes   | MON | MON | MON | SIL | SIL | SIL | HO1 | HO1 | HO1 | BRH | BRH | BRH | SPI | SPI | SPI | NOR | NOR | NOR | NÜR | NÜR | NÜR | ZAN | ZAN | ZAN | VAL | VAL | VAL | HO2 | HO2 | HO2 |     |     |     | 0      | –    |
| 2013 | Double R Racing  | Mercedes   | 19  | 23  | 22  | 23  | 19  | 15  | 26  | 26  | 23  | 22  | 25  | 20  | 21  | 20  | 17  | DNF | 26  | DNS | 22  | 20  | 19  | 21  | 22  | 24  | 20  | 20  | 20  | 21  | 22  | DNF |     |     |     | 0      | –    |
| 2014 | Jo Zeller Racing | Mercedes   | SIL | SIL | SIL | HO1 | HO1 | HO1 | PAU | PAU | PAU | HUN | HUN | HUN | SPA | SPA | SPA | NOR | NOR | NOR | MOS | MOS | MOS | SPI | SPI | SPI | NÜR | NÜR | NÜR | IMO | IMO | IMO | HO2 | HO2 | HO2 | 29     | 15.  |
| 2014 | Jo Zeller Racing | Mercedes   | 23  | 18  | 19  | 18  | 22  | 18  | 18  | DNF | 15  | 20  | 15  | 16  | 15  | 5   | 17  | DNF | DNF | 10  | 14  | 11  | 8   | 15  | 13  | 9   | DNF | 9   | 8   | 9   | 14  | DNF | 12  | 8   | DNF | 29     | 15.  |
| 2015 | Carlin           | Volkswagen | SIL | SIL | SIL | HO1 | HO1 | HO1 | PAU | PAU | PAU | MNZ | MNZ | MNZ | SPA | SPA | SPA | NOR | NOR | NOR | ZAN | ZAN | ZAN | SPI | SPI | SPI | POR | POR | POR | NÜR | NÜR | NÜR | HO2 | HO2 | HO2 | 0      | –    |
| 2015 | Carlin           | Volkswagen | 20  | DNF | 22  | DNF | 21  | 25  | 17  | 19  | DNF | 17  | 22  | 13  | 25  | 25  | 18  | 14  | 12  | 14  | 19  | 11  | 14  | 13  | 21  | 16  | 29  | DNF | 15  | 20  | 15  | DNF | 18  | 21  | 24  | 0      | –    |

### Einzelergebnisse in der GP3-Serie
| Jahr | Team                | 1   | 2   | 3   | 4   | 5   | 6   | 7   | 8   | 9   | 10  | 11  | 12  | 13  | 14  | 15  | 16  | 17  | 18  | Punkte | Rang |
| ---- | ------------------- | --- | --- | --- | --- | --- | --- | --- | --- | --- | --- | --- | --- | --- | --- | --- | --- | --- | --- | ------ | ---- |
| 2016 | Arden International | ESP | ESP | AUT | AUT | GBR | GBR | HUN | HUN | GER | GER | BEL | BEL | ITA | ITA | MAS | MAS | UAE | UAE | 2      | 21.  |
| 2016 | Arden International | 14  | 18  | 17  | DNF | 17  | 20* | 21  | 21  | 10  | 9   | 14  | DNF | 10  | 16  | DNF | 15  | DNF | DNF | 2      | 21.  |
| 2017 | DAMS                | ESP | ESP | AUT | AUT | GBR | GBR | HUN | HUN | BEL | BEL | ITA | ITA | ESP | ESP | UAE | UAE |     |     | 7      | 18.  |
| 2017 | DAMS                | 14  | DNF | 13  | 12  | 14  | 15  | DNF | 13  | 16  | 13  | 7   | C   | 13  | 8   | 16  | 15  |     |     | 7      | 18.  |
| 2018 | Jenzer Motorsport   | ESP | ESP | FRA | FRA | AUT | AUT | GBR | GBR | HUN | HUN | BEL | BEL | ITA | ITA | RUS | RUS | UAE | UAE | 11     | 16.  |
| 2018 | Jenzer Motorsport   | DNF | DNF | 17  | 16  | 12  | 12  | DNF | 10  | 11  | 8   | 10  | 9   | 15  | 6   | 10  | 7   | 10  | 8   | 11     | 16.  |

### Einzelergebnisse in der World Series Formel V8 3.5
| Jahr | Team          | 1   | 2   | 3   | 4   | 5   | 6   | 7   | 8   | 9   | 10  | 11  | 12  | 13  | 14  | 15  | 16  | 17  | 18  | Punkte | Rang |
| ---- | ------------- | --- | --- | --- | --- | --- | --- | --- | --- | --- | --- | --- | --- | --- | --- | --- | --- | --- | --- | ------ | ---- |
| 2017 | RP Motorsport | SIL | SIL | SPA | SPA | MNZ | MNZ | JER | JER | ALC | ALC | NÜR | NÜR | MEX | MEX | COA | COA | BRN | BRN | 25     | 14.  |
| 2017 | RP Motorsport |     |     |     |     |     |     |     |     |     |     |     |     |     |     |     |     | 5   | 3   | 25     | 14.  |

### Einzelergebnisse in der FIA-Formel-2-Meisterschaft
| Jahr | Team      | 1   | 2   | 3   | 4   | 5   | 6   | 7   | 8   | 9   | 10  | 11  | 12  | 13  | 14  | 15  | 16  | 17  | 18  | 19  | 20  | 21  | 22  | 23  | 24  | 25  | 26  | 27  | 28  | Pos | Punkte |
| ---- | --------- | --- | --- | --- | --- | --- | --- | --- | --- | --- | --- | --- | --- | --- | --- | --- | --- | --- | --- | --- | --- | --- | --- | --- | --- | --- | --- | --- | --- | --- | ------ |
| 2019 | BWT Arden | BRN | BRN | AZE | AZE | ESP | ESP | MON | MON | FRA | FRA | AUT | AUT | GBR | GBR | HUN | HUN | BEL | BEL | ITA | ITA | RUS | RUS | UAE | UAE |     |     |     |     | 22. | 0      |
| 2019 | BWT Arden | 13  | 15  | DNF | DNF | 13  | 13  | 14  | DNF | 11  | 19* | 17  | 13  | 14  | 16  | 16  | DNF | C   | C   | DNF | 14  | 15  | 16  | 16  | 14  |     |     |     |     | 22. | 0      |
| 2022 | Charouz   | BHR | BHR | KSA | KSA | IT1 | IT1 | ESP | ESP | MCO | MCO | ASE | ASE | GBR | GBR | AUT | AUT | FRA | FRA | HUN | HUN | BEL | BEL | NLD | NLD | IT2 | IT2 | UAE | UAE | 26. | 0      |
| 2022 | Charouz   |     |     |     |     |     |     |     |     |     |     |     |     |     |     |     |     |     |     |     |     | 19  | 18  | DNF | DNF | DNF | DNF |     |     | 26. | 0      |

| Legende  | Legende            | Legende                                                          |
| Farbe    | Abkürzung          | Bedeutung                                                        |
| -------- | ------------------ | ---------------------------------------------------------------- |
| Gold     | –                  | Sieg                                                             |
| Silber   | –                  | 2. Platz                                                         |
| Bronze   | –                  | 3. Platz                                                         |
| Grün     | –                  | Platzierung in den Punkten                                       |
| Blau     | –                  | Klassifiziert außerhalb der Punkteränge                          |
| Violett  | DNF                | Rennen nicht beendet (did not finish)                            |
| Violett  | NC                 | nicht klassifiziert (not classified)                             |
| Rot      | DNQ                | nicht qualifiziert (did not qualify)                             |
| Rot      | DNPQ               | in Vorqualifikation gescheitert (did not pre-qualify)            |
| Schwarz  | DSQ                | disqualifiziert (disqualified)                                   |
| Weiß     | DNS                | nicht am Start (did not start)                                   |
| Weiß     | WD                 | zurückgezogen (withdrawn)                                        |
| Hellblau | PO                 | nur am Training teilgenommen (practiced only)                    |
| Hellblau | TD                 | Freitags-Testfahrer (test driver)                                |
| ohne     | DNP                | nicht am Training teilgenommen (did not practice)                |
| ohne     | INJ                | verletzt oder krank (injured)                                    |
| ohne     | EX                 | ausgeschlossen (excluded)                                        |
| ohne     | DNA                | nicht erschienen (did not arrive)                                |
| ohne     | C                  | Rennen abgesagt (cancelled)                                      |
| ohne     | keine WM-Teilnahme |                                                                  |
| sonstige | P/fett             | Pole-Position                                                    |
| sonstige | 1/2/3/4/5/6/7/8    | Punktplatzierung im Sprint-/Qualifikationsrennen                 |
| sonstige | SR/kursiv          | Schnellste Rennrunde                                             |
| sonstige | *                  | nicht im Ziel, aufgrund der zurückgelegten Distanz aber gewertet |
| sonstige | ()                 | Streichresultate                                                 |
| sonstige | unterstrichen      | Führender in der Gesamtwertung                                   |

### Einzelergebnisse in der IndyCar Series
| Jahr | Team                   | 1   | 2   | 3   | 4   | 5   | 6    | 7   | 8   | 9   | 10  | 11   | 12   | 13  | 14  | 15  | 16  | 17  | 18 | 19 | Punkte | Rang |
| ---- | ---------------------- | --- | --- | --- | --- | --- | ---- | --- | --- | --- | --- | ---- | ---- | --- | --- | --- | --- | --- | -- | -- | ------ | ---- |
| 2022 | A. J. Foyt Enterprises | STP | TXS | LBH | ALA | IMS | INDY | DET | ROA | MDO | TOR | IOW1 | IOW2 | IMS | NSH | GAT | POR | LAG |    |    | 58     | 29.  |
| 2022 | A. J. Foyt Enterprises | 24  |     | 16  | 26  | 15  |      | 23  | 25  | 25  |     |      |      |     |     |     |     |     |    |    | 58     | 29.  |

(Legende)

### Le-Mans-Ergebnisse
| Jahr | Team                      | Fahrzeug | Teamkollege    | Teamkollege    | Platzierung | Ausfallgrund |
| ---- | ------------------------- | -------- | -------------- | -------------- | ----------- | ------------ |
| 2020 | Richard Mille Racing Team | Oreca 07 | Sophia Flörsch | Beitske Visser | Rang 13     |              |
| 2021 | Richard Mille Racing Team | Oreca 07 | Sophia Flörsch | Beitske Visser | Ausfall     | Unfall       |

### Sebring-Ergebnisse
| Jahr | Team            | Fahrzeug            | Teamkollege         | Teamkollege | Platzierung | Ausfallgrund |
| ---- | --------------- | ------------------- | ------------------- | ----------- | ----------- | ------------ |
| 2024 | Gradient Racing | Acura NSX GT3 Evo22 | Katherine Legge     | Sheena Monk | Ausfall     | Unfall       |
| 2025 | Gradient Racing | Ford Mustang GT3    | Till Bechtolsheimer | Joey Hand   | Rang 41     |              |

### Einzelergebnisse in der FIA-Langstrecken-Weltmeisterschaft
| Saison  | Team         | Rennwagen | 1   | 2   | 3   | 4   | 5   | 6   | 7   | 8   |
| ------- | ------------ | --------- | --- | --- | --- | --- | --- | --- | --- | --- |
| 2019/20 | Mille Racing | Oreca 07  | SIL | FUJ | SHA | BAH | AUS | SPA | LEM | BAH |
| 2019/20 | Mille Racing | Oreca 07  |     |     |     | 13  |     |     |     |     |
| 2021    | Mille Racing | Oreca 07  | SPA | POR | MON | LEM | BAH | BAH |     |     |
| 2021    | Mille Racing | Oreca 07  | 11  | 9   | 11  | DNF |     | 12  |     |     |